# Jeremy Scott
Jeremy Scott (1974) es un diseñador de moda estadounidense.

## Antecedentes
Jeremy Scott nació en Kansas City, Misuri., 1974.  Asistió al Pratt Institute en Brooklyn, New York para estudiar diseño de Modas. Scott empezó su carrera a finales de 1990  en Paris Fashion Week. Vogue llamó a su ready-to-wear show de primavera del 2000 " Ingeniosa respuesta a todos sus detractores, quienes lo acusaron en el pasado de producir ropa extravagante que nadie vestiría."

## Adidas
En junio de 2008, Adidas lanzó una colección de ropa y calzado con la colaboración de Jeremy Scott. Los tenis con altas alas y de oso de peluche se volvieron populares entre las estrellas de Hip Hop y con el público fashionista en general. La primera colaboración entre Scott y Adidas fue en el 2002 con el proyecto "!Signed", en el cual Scott creó un jacquard de seda con adornos de dinero esparcido alrededor, remplazando la imagen de George Washington en los billetes con la de él. El diseño perteneció a los classic high top model de Adidas, el Forum, contaba con una correa de velcro alrededor del tobillo. Los tenis fueron hechos a mano en la fábrica de Adidas en Scheinfeld, Alemania, solo se hicieron 100 pares, 50 se entregaron a Scott y los otros 50 fueron a Adidas.Jeremy Scott, Nicki Minaj, Sky Ferreira y 2NE1 representan la campaña de Adidas, son llamados "tastemakers". Los bailarines de Madonna en el medio tiempo del Super Bowl vistieron pants de Adidas Originals con colaboración de Jeremy Scott. La primera fragancia de Jeremy Scott con Adidas fue lanzada el 1 de febrero de 2015 con el nombre de "Adidas Originals por Jeremy Scott", la botella del perfume es una replica en vidrio de los icónicos Adidas con alas de Scott y viene en una caja de zapatos de Adidas Originals, el perfume es creado por Coty Inc..

## Moschino

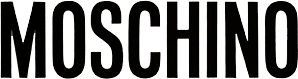
Logo de Moschino

En octubre del 2013, Jeremy Scott se volvió el director creativo de Moschino, mostró su primera colección en otoño 2014. La primera fragancia que Jeremy Scott lanzó con Moschino tiene el nombre de Moschino Toy, tiene una esencia unisex y la imagen de la botella es un oso de peluche, el 20 de marzo del 2023, después de casi 1 década trabajando para la firma, anunció que deja a la misma, para enfocarse en un proyecto en mente por ser exhibido en un futuro.

## Colecciones
"Jeremy Scott demostró una vez más que tiene la habilidad de hacer ropa chic, vendible y aún mantener un espíritu independiente." Rihanna vistió el look de mezclilla de pasarela de Jeremy Scott en su vídeo de "We Found Love" . El traje de azafata retro-futurista usado por Britney Spears en su vídeo "Toxic" es de Jeremy Scott.

## Controversia
En junio del 2012,  Adidas decidió no vender un par de tenis diseñados por Jeremy Scott, llamados JS Roundhouse Mids, después de que fueran criticados por su aparente parecido a grilletes y su alusión a la esclavitud. Scott negó que los tenis tenían algo que ver con la esclavitud, indicando que solo hacían referencia al juguete para niños llamado My Pet Monster.
En febrero del 2013, Scott fue acusado haber plagiado diseños de Santa Cruz Skateboards. Santa Cruz y Scott llegaron a un acuerdo en el cual Scott para la producción de su colección.

## Superbowl XLIX
En enero del 2015, Scott colaboró con la estrella pop Katy Perry para crear los trajes que presentó en su show de medio tiempo del Super Bowl XLIX.